# ウィノナ郡 (ミネソタ州)

ミネソタ州内の位置

ウィノナ郡（Winona County）は、アメリカ合衆国ミネソタ州の郡である。人口は4万9671人（2020年）。郡庁所在地はウィノナである。ウィスコンシン州と接している。

## 地理
アメリカ合衆国統計局によると、この郡は総面積1,662 km2 (642 mi2) である。このうち1,622 km2 (626 mi2) が陸地で40 km2 (15 mi2) が水地域である。総面積の2.38%が水地域となっている。

### 隣接する郡
- ワバシャ郡  (北)
- バッファロー郡 (ウィスコンシン州)及び トレムピーロー郡 (ウィスコンシン州)  (北東)
- ラクロス郡 (ウィスコンシン州)  (東)
- ヒューストン郡  (南)
- フィルモア郡  (南西)
- オルムステッド郡  (西)

## 人口動勢
2000年国勢調査で、この郡は人口49,985人、18,744世帯、及び11,696家族が暮らしている。人口密度は31/km2 (80/mi2) である。12/km2 (31/mi2) の平均的な密度に19,551軒の住宅が建っている。この都市の人種的な構成は白人95.80%、アフリカン・アメリカン0.77%、先住民0.19%、アジア系1.87%、太平洋諸島系0.02%、その他の人種0.53%、及び混血0.81%である。ここの人口の1.37%はヒスパニックまたはラテン系である。
この郡内の住民は22.80%が18歳未満の未成年、18歳以上24歳以下が18.60%、25歳以上44歳以下が25.10%、45歳以上64歳以下が20.50%、及び65歳以上が13.10%にわたっている。中央値年齢は33歳である。女性100人ごとに対して男性は95.20人である。18歳以上の女性100人ごとに対して男性は91.80人である。
この郡内の世帯ごとの平均的な収入は38,700米ドルであり、家族ごとの平均的な収入は49,845米ドルである。男性は31,926米ドルに対して女性は23,406米ドルの平均的な収入がある。この郡の一人当たりの収入 (per capita income) は18,077米ドルである。人口の12.00%及び家族の5.60%は貧困線以下である。全人口のうち18歳未満の9.80%及び65歳以上の9.30%は貧困線以下の生活を送っている。

## 都市及び町

### 都市
- ウィノナ
- ダコタ
- ミネソタシティ
- セントチャールズ
- ストックトン
- ラクレセント †
- Altura
- Elba
- Goodview
- Lewiston
- Minneiska ‡
- Rollingstone
- Utica

### 郡区
- Dresbach Township
- Elba Township
- Fremont Township
- ハート郡区
- Hillsdale Township
- Homer Township
- Mount Vernon Township
- ニューハートホード郡区
- ノートン郡区
- Pleasant Hill Township
- リッチモンド郡区
- Rollingstone Township
- サラトガ郡区
- セントチャールズ郡区
- Utica Township
- ウォーレン郡区
- ホワイトウォーター郡区
- Wilson Township
- Wiscoy Township

- † ラクレセントはヒューストン郡内にあるがウィノナ郡に広がっている。
- ‡ Minneiska はウィノナ郡及びワバシャ郡の両方に位置している。